# 오토 프랑크 (생리학자)
오토 프랑크(Otto Frank, 1865년 6월 21일 – 1944년 11월 12일)는 헤세 대공국 출신의 의사이자 생리학자로 심장 생리학과 심장학에 기여했다. 프랑크-스탈링 법칙은 그와 어니스트 스탈링(Ernest Starling)의 이름을 따서 명명되었다.

## 같이 보기
- 빈트케셀 효과 (Windkessel effect, 윈드케슬 효과, 윈드케셀 효과)
- 오토 프랑크